# British Home Championship 1920
British Home Championship 1920 – trzydziesta pierwsza edycja turnieju piłki nożnej między reprezentacjami z Wielkiej Brytanii. Tytułu broniła Reprezentacji Irlandii, ale straciła go na rzecz Walii. Smoki wywalczyły mistrzostwo po raz drugi, po trzynastoletniej przerwie.

## Turniej
| 25 października 1919 | Irlandia · Ferris 70' | 1 : 1(0 : 1)Raport | Anglia · Cock 1' | Windsor Park, Belfast Widzów: 30 000 Sędzia: Thomas R. Dougray |
|                      |                       |                    |                  |                                                                |

| 14 lutego 1920 | Irlandia · McCandless · Emerson | 2 : 2 | Walia · Davies | Oval, Belfast |
|                |                                 |       |                |               |

| 26 lutego 1920 | Walia · Evans | 1 : 1 | Szkocja · Cairns | Ninian Park, Cardiff |
|                |               |       |                  |                      |

| 13 marca 1920 | Szkocja · Wilson · Morton · Cunningham | 3 : 0 | Irlandia | Celtic Park, Glasgow |
|               |                                        |       |          |                      |

| 15 marca 1920 | Anglia · Buchan 7' | 1 : 2(1 : 2)Raport | Walia · Davies k' · Richards | Highbury, Londyn Widzów: 21 180 Sędzia: Alexander A. Jackson |
|               |                    |                    |                              |                                                              |

| 10 kwietnia 1920 | Anglia · Cock 9' · Quantrill 15' · Kelly 57' 73' · Morris 67' | 5 : 4(2 : 4)Raport | Szkocja · Miller 13' 40' · Wilson 21' · Donaldson 31' | Hillsborough, Sheffield Widzów: 35 000 Sędzia: Thomas R. Dougray |
|                  |                                                               |                    |                                                       |                                                                  |

## Tabela
| Msc. | Zespół   | M | W | R | P | Br+ | Br- | Pkt |
| ---- | -------- | - | - | - | - | --- | --- | --- |
| 1    | Walia    | 3 | 1 | 2 | 0 | 5   | 4   | 4   |
| 2    | Szkocja  | 3 | 1 | 1 | 1 | 8   | 6   | 3   |
| 2    | Anglia   | 3 | 1 | 1 | 1 | 7   | 7   | 3   |
| 4    | Irlandia | 3 | 0 | 2 | 1 | 3   | 6   | 2   |

## Strzelcy
3 gole
- Stan Davies

2 gole
- Jack Cock
- Andrew Wilson
- Bob Kelly

1 gol
- James Ferris
- Jack McCandless
- Billy Emerson
- John Evans
- Tommy Cairns
- Alan Morton
- Andy Cunningham
- Charles Buchan
- Dick Richards
- Alf Quantrill
- Fred Morris
- Tom Miller
- Alex Donaldson